# Azurblau
Das Azurblau (kurz Azur), auch Bergblau oder Himmelblau genannt, ist ein hellblauer Farbton. Farbmittelnamen sind auch Kupferlasur – nach einem Ersatzpigment für den Schmuckstein – sowie Bremer Blau.

## Wortherkunft
Das Wort Azur (für Lasurstein, Kornblumenblau und Himmelsbläue) stammt von persisch lāğward ‚Lapislazuli, Lasurstein, lasurfarben, blau, mineralisches Blau‘ (vgl. neupersisch لاژورد / lāžward /‚himmelblau‘). Über das gleichbedeutende arabische lāzaward, lāzuward ‚Lasurstein, Lasurfarbe‘ und das griechische lazoúrion wurde es in die nachlateinischen romanischen Sprachen vermittelt (vgl. altoberitalienisch lazuro, mittellateinisch lazur(i)um, lazur), wo es das irrtümlich für einen Artikel gehaltene anlautende l- verlor und beispielsweise als azzurro (‚hellblau‘) ins Italienische und als azure ins Französische einging (vergleiche Côte d’Azur „azurblaue Küste“ für die französische Riviera). In der zweiten Hälfte des 17. Jahrhunderts gelangte es als Farbbezeichnung aus dem Französischen ins Deutsche.
Siehe auch Himmelsblau und Himmelblau

## Azurblau im Farbschema
Im RAL-Farbsystem gibt es eine Farbe RAL 5009 Azurblau, die deutlich kühler und tiefer blau ist als die Webfarbe Azur[blau].

## Azurblau als Farbmittel

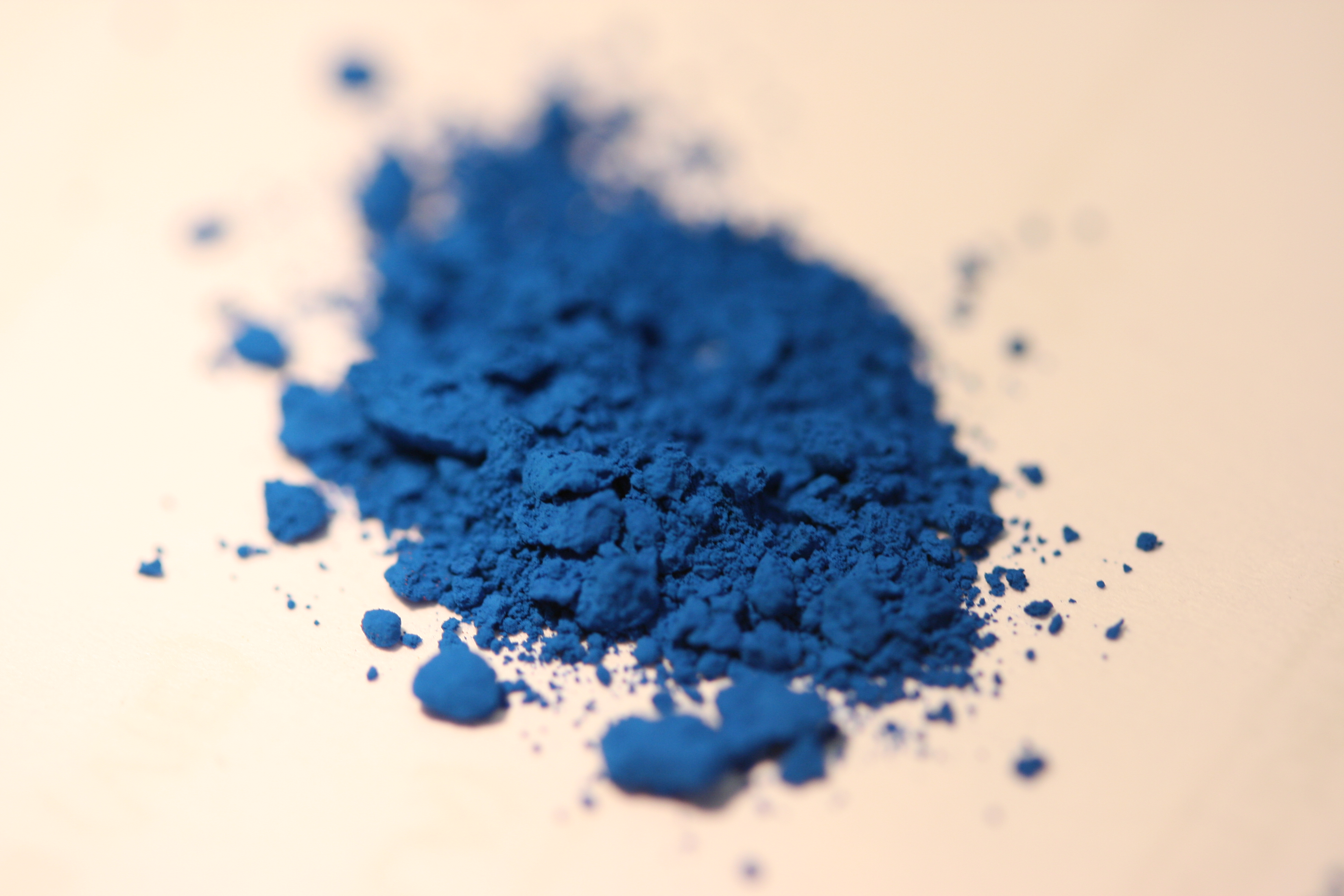
Azurblau-Pigment

Das Pigment wird aus natürlich vorkommendem Azurit Cu3(CO3)2(OH)2 gewonnen und ist leicht giftig. Im 17. Jahrhundert wurde als Ersatz dafür das künstliche Bremer Blau Cu(OH)2 eingeführt. Da dieses aber nicht lichtbeständig und giftiger als Azurblau ist, konnte es sich nicht als vollwertiger Ersatz durchsetzen. Ab dem 18. Jahrhundert wird als Bergblau auch das Pigment Kupferlasur, basisches Kupfersulfat 2 CuSO4Cu(OH)2 bezeichnet.
Die Verwendung von Azurit lässt sich bis in das alte Ägypten zurückverfolgen, wo es wie auch im römischen Reich als Schminke verwendet wurde. Später war es eines der wichtigsten Blaupigmente in der Malerei des Mittelalters und der Renaissance. Auch heute wird es noch in der Malerei verwendet, jedoch gehört es auf Grund seiner Gewinnung zu den teureren Pigmenten.

## Abgrenzung zu anderen Farbtönen
Azur ist ein Name des Azurits wie auch für die blauen Schmucksteine: Lapislazuli, Lasurit. Aus diesem Grund wird das Azurblau oft mit dem aus Lapislazuli hergestellten Ultramarinblau verwechselt. Azurblau spielt jedoch stärker ins Grüne als Ultramarinblau.

### Webfarbe
Innerhalb der Websprache HTML ist die Farbe Azur (englisch azure) mit der RGB-Hexadezimal-Farbkodierung #F0FFFF festgelegt.

## Azur-Varianten
| Schattierungen von Azur       | Schattierungen von Azur       | Schattierungen von Azur | Schattierungen von Azur | Schattierungen von Azur | Schattierungen von Azur | Schattierungen von Azur | Schattierungen von Azur | Schattierungen von Azur | Schattierungen von Azur | Schattierungen von Azur | Schattierungen von Azur | Schattierungen von Azur | Schattierungen von Azur | Schattierungen von Azur | Schattierungen von Azur |
|                               | Farbe                         | Hex.                    | R                       | G                       | B                       | C                       | M                       | Y                       | K                       | H                       | S                       | L                       |                         |                         |                         |
| ----------------------------- | ----------------------------- | ----------------------- | ----------------------- | ----------------------- | ----------------------- | ----------------------- | ----------------------- | ----------------------- | ----------------------- | ----------------------- | ----------------------- | ----------------------- | ----------------------- | ----------------------- | ----------------------- |
| Azur                          |                               | #007FFF                 | 0                       | 127                     | 255                     | 100                     | 50                      | 0                       | 0                       | 210                     | 100                     | 50                      |                         |                         |                         |
| Azur (Variante)               |                               | #1E7FCB                 | 30                      | 127                     | 203                     | 85                      | 37                      | 0                       | 20                      | 206                     | 74                      | 46                      |                         |                         |                         |
| Azur, nebelartiges            |                               | #F0FFFF                 | 240                     | 255                     | 255                     | 6                       | 0                       | 0                       | 0                       | 180                     | 100                     | 97                      |                         |                         |                         |
| Azur, taghelles               |                               | #74D0F1                 | 116                     | 208                     | 241                     | 52                      | 14                      | 0                       | 5                       | 196                     | 82                      | 78                      |                         |                         |                         |
| Azurin                        |                               | #A9EAFE                 | 169                     | 234                     | 254                     | 33                      | 52                      | 0                       | 0                       | 194                     | 98                      | 83                      |                         |                         |                         |
|                               |                               |                         |                         |                         |                         |                         |                         |                         |                         |                         |                         |                         |                         |                         |                         |
| Hinweise zu den Farbmodellen: | Hinweise zu den Farbmodellen: | Hex.                    | RGB                     | RGB                     | RGB                     | CMYK                    | CMYK                    | CMYK                    | CMYK                    | HSL                     | HSL                     | HSL                     |                         |                         |                         |